# Алхахи (Шаройский район)
Алхахи — покинутый аул в Шаройском районе Чеченской Республики.

## География
Расположен на левом берегу реки Данейхамхи, к юго-западу от районного центра Химой.
Ближайшие населённые пункты и развалины бывших аулов: севере — бывший аул Кебосой, на северо-западе — бывшие аулы Еткерчи, Качехой и Сандухой, на северо-востоке — бывший аул Серчихи и село Кесалой, на юго-западе — бывший аул Мозухи, на юго-востоке — село Хуландой.